# Gentianella tarahumarae
Gentianella tarahumarae är en gentianaväxtart som beskrevs av Guy L. Nesom. Gentianella tarahumarae ingår i släktet gentianellor, och familjen gentianaväxter. Inga underarter finns listade i Catalogue of Life.